# Ivan Petrovič Kozyrevskij
Ivan Petrovič Kozyrevskij, rusky Иван Петрович Козыревский (1688 Jakutsk – 2. prosincejul./ 13. prosince 1734greg. Moskva) byl sibiřský kozák a objevitel Kurilských ostrovů.

## Život

### Kořeny
Jeho děda Fjodor Kozyrevskij pocházel z polského šlechtického rodu. Během bitvy o Smolensk v roce 1654 se dostal do ruského zajetí, během něhož byl deportován k břehům řeky Leny, do tábora v Jakutsku. Mnoho polských zajatců bylo v té době deportováno na Sibiř, kde uprostřed tajgy neměli možnost úniku a tak se stali loajálními služebníky ruského cara. Je pravděpodobné, že se narodil poblíž Orši a tak z pohledu dnešní doby byl běloruského původu a tudíž se hlásil se pravoslaví. I z toho důvodu v Jakutsku brzy zapustil kořeny. V roce 1667 se oženil s místní dívkou Akulinou, s níž měl tři syny. Po sedmi letech pobytu sice dostal možnost vrátit se do vlasti, ale tuto možnost odmítl, v Jakutsku měl již svou rodinu. Z pověření cara byl povýšen do jedné z nejvyšších služebních řad, čímž se z bývalého vězně stal velitelem vězení v celém jakutském vojvodství. Napsal také dílo Popisná kniha Jakutské župy...“, které se v archívech dochovalo do dnešních dnů. V Jakutsku se během několika let stal vlivným a bohatým mužem.
V roce 1688 se do dobře situované rodiny narodil jeho vnuk Ivan Petrovič. Od útlého dětství se učil číst, psát a tak to vypadalo, že půjde ve stopách svého děda i otce, kteří v Jakutsku zastávali významné úřady.

### Exil
V květnu 1695, ale jeho otec Petr Kozyrevskij zavraždil svou manželku nožem, ubodal ji na lůžku. Důvody pro tuto vraždu se nedochovaly. Po vraždě Petr Kozyrevskij utekl se svými třemi syny do tajgy, kde se pět roků skrýval před spravedlností. Po této vraždě skončil i vliv celé rodiny. Ivanův děda Fjodor Kozyrevskij se z rozhodnutí cara stál mnichem v klášteře a jeho majetek propadl státu. Ivanův otec se po pěti letech skrývání v tajze, vzdal úřadům, který nařídil jeho popravu. Fjodor Kozyrevskij, který skončil jako mnich v klášteře, ale stále udržoval dobré kontakty s jakutskými úřady a tak se okamžitě se objevili „svědci“, kteří tvrdili, že Petr Kozyrevskij údajně zabil svou ženu, protože netoleroval její zuřivost a hanebné nadávky. Proto ještě před výkonem popravy daly úřady vrahovi milost s tím, že na Dálném východě chybí služební kozáci, kteří se rekrutovali především z exulantů a vězňů. Petr Kozyrevskij byl zbičován na jakutském náměstí a následně spolu se svými třemi syny odešel na Kamčatku. Ivanovi v té době bylo cca 13 let. Svůj trest smrti vyměnil za slib odchodu mezi Kozáky do služby na nejvzdálenější, nejobtížnější a nejnebezpečnější místa Dálného východu.
Prvních 13 roků života se na Ivanovi velmi podepsalo. Cestovali nejprve psím spřežením od Leny přes řeky Indigarka, Alazeja a Kolyma do Anadyrského ostrohu na Čukotce. Odsud pokračovali se sobím spřežením na jih do severních zátok Ochotského moře, kde si vyrobili čluny a pluli podél pobřeží na Kamčatku. Poté museli pěšky projít zemí divokých Korjaků. Na Kamčatku dorazili po dvouleté cestě v roce 1702.

### Dobývání Kamčatky
Všichni čtyři Kozyrevští vstoupili do řad kamčatských kozáků a zapojili se do podmaňování poloostrova. Petr Kozyrevskij se svými syny byli jedněmi z prvních Rusů, kteří se pokusili vylézt na vrchol aktivní sopky Ključevskaja. V roce 1705 při ústí řeky Tymlat na severu Kamčatky došlo ke střetu kozáků s Korjaky. V bitvě padl Ivanův otec Petr a jeho bratr Michail. Ivan tento střet přežil a otce s bratrem pohřbil. V následujících letech bojoval s domorodými kmeny a neustále na papír či na březovou kúru vedl zápisky o navštívených oblastech a počtech domorodců. Některé z těchto dokumentů se zachovaly dodnes a ukazují, že Ivan Kozyrevskij měl jasný, malý rukopis a výborné znalosti gramatiky.

### Vůdce kozáckého povstání
Když došlo ke vzpouře části kozáků proti atamanovi Vladimiru Atlasovovi byl Ivan Kozyrevskij spolu s Danilo Anciferovem vůdcem povstání. Byl jedním z těch, kteří nařídili vraždu Atlasovova a zabití dalších hlavních ruských úředníků na Kamčatce.
Ve věku 25 let se stal Ivan Kozyrevskij kozáckým esaulem, zástupcem místodržícího Anciferova, čímž se zároveň stal druhým nejmocnějším mužem na Kamčatce. Byl ostříleným válečníkem a k tomu jeden z mála gramotných kozáků. Veškeré petice a dopisy úřadům a samotnému carovi, tak psal právě Ivan Kozyrevskij. Ve svých dopisech vysvětloval důvody vzpoury proti Atlasovovi, informoval o korupci, svévoli úředníků, spekulacích se soby a tabákem. V dopisech carovi obhajoval nejen důvody vzpoury, ale hlavně sliboval neochvějnou loajalitu carovi Petrovi I. Velikému a sliboval, že pro Rusko zajistí nová území, nové poddané a získají nové plátce jasaku.
Díky objevitelským cestám Atlasovova se vědělo již od roku 1701, že jižně od Kamčatky existují "záhadné neprozkoumané ostrovy". Car Petr I. Veliký vyslal na Kamčatku úředníka Osipa Mironova, aby zařídil prozkoumání těchto ostrovů. Mironov byl povstalci popraven a Ivan Kozyrevskij slíbil carovi, že ostrovy prozkoumají sami.
Ivan Kozyrevskij znal dobře historii. Věděl, že car Ivan IV. Hrozný odpustil Jermakovi jeho předchozí hříchy za dobytí Sibiře a věděl, že car Alexej I. Michajlovič odpustil vzpouru kozákům, kteří pro něj dobyli několik zemí podél řeky Amur a tak počítal s carovou milostí pro vzbouřence, pokud najdou novou bohatou zemi. Během jara a léta vzbouření kozáci pod jeho vedením tvrdě potlačovali dosud svobodné Itelmeny na jihu Kamčatky. Tvrdě od nich vybírali jasak a urychleně ho odesílali carovi. Do konce léta 1711 si podmanili celou Kamčatku.

### 1. kurilská expedice
Na konci léta roku 1711 kozáci vedení Anciferovem a Kozyrevským postavili malé čluny, s nimiž přepluli poměrně bouřlivou první Kurilskou úžinu a poprvé se tak ocitli na ostrově Šumšu. Zde se odehrála bitva s početnějšími, místními Ainy, které kozáci porazili a přisvojili si tři "mořské karabasy" (velké čluny). S jejich pomocí dopluli na ostrov Paramušir. Zde nedošlo k bitvě, ale místní Ainuové odmítli platit jasak. Ke zklamání kozáků nebylo na ostrově větší množství sobolů a lišek. Místní obyvatelé lovili pouze tuleně a mořské vydry.
V září 1711 se kozáci vrátili zpět na Kamčatku. Nepřivezli žádnou velkou kořist, ale shromáždili první podrobnější informace o severních Kurilských ostrovech. Ivan Kozyrevskij okamžitě vypracoval podrobné náčrty objevených ostrovů, popsal domorodce, jejich vesnice a suroviny. Protože se kozákům nepodařilo sehnat na Kurilských ostrovech dostatek kožešin pro cara, rozdělili své síly a vyrazili ve skupinách sbírat jasak od kamčatských domorodců. Anciferov při výběru jasaku padl do léčky a byl ve spánku upálen. Ivan Kozyrevskij v tu dobu vybíral jasak na severu Kamčatky a po Anciferovově smrti se stal novým atamanem.

### 2. kurilská expedice
V roce 1713 dorazil na Kamčatku nový místodržící Vasilij Kolesov, který podporoval Kozyrevského tažení. Jako podporu přivezl sebou dvě měděná děla, zásoby střelného prachu a pušky. V dubnu 1713 Kozyrevskij vyplul v čele 55 kozáků a 11 domorodců z Kamčatky na Kurilské ostrovy. Tentokrát byli kozáci úspěšnější. Vybrali dostatek kožešin a dopluli až k pobřeží Matmanského ostrova. Kozyrevskij vše důkladně zmapoval, popsal a spolu s jasakem odeslal do Jakutska. Ale na cestě z Kamčatky do Jakutska výpravu přepadli Jukagirové, kteří vybraný jasak uloupili a většinu Kozyrevského dokumentů zničili.

### Mnich Ignác
Na podzim 1716 Ivan Kozyrevskij zcela změnil svůj život. Stal se mnichem, dostal nové jméno, Ignác. Založil menší klášter (první pravoslavný klášter na pobřeží Tichého oceánu), zkoušel orat půdu a poprvé na Kamčatce zasel obilí. V roce 1720 se poprvé od otcova vyhnání vrátil do Jakutska, jako mnich Ignác. Jeho bratr Petr s cestou do Jakutska nesouhlasil, obával se, že bude zatčen kvůli vzpouře kozáků uvězněn. O Ignáce v Jakutsku, ale nejevili zájem, zdálo se, že jeho vzpoura mezi kozáky byla zapomenuta. Ignác sháněl v Jakutsku nové osadníky a mnichy pro Kamčatku. Byl jmenován stavitelem klášterů Pokrokovsky (1721) a Spassky (1722). Projevila se v něm ale i jeho kozácká divoká krev a na několik měsíců odložil sutanu a vyrazil s kozáckou expedicí na sever k arktickým mořím pátrat po ložiscích železné rudy.
Po návratu ze severu do Jakutska se dostal do sporu s místními církevními autoritami, kterým se nelíbilo, že na nějakou dobu "zapomněl být mnichem". Nedařilo se mu získat oficiální status pro svůj kamčatský klášter, nikdo z církevních představených mu tam nechtěl svěřit funkci ani poslat další mnichy. Ignác se proto rozhodl vyrazit přímo do Moskvy. V červnu 1726 na cestě do Moskvy se mnich Ignác setkal v Tobolsku s Vitem Beringem, který cestoval na svou velkou pacifickou výpravu. Právě Beringovi předal Ivan Kozyrevskij své poznatky o Kurilách, včetně informací o Japonsku a zemích na sever od Kamčatky.
V roce 1730 dorazil do Moskvy s rozsáhlými plány uspořádat velkou pravoslavnou misi na Kamčatce a na Kurilských ostrovech. Navrhoval zřídit "v kamčatské zemi velký klášter kvůli úkrytu pro záchranu starších a zraněných lidí ve službě, kteří nemají kde dožít", ale také představil první skutečný plán na šíření křesťanství ve vzdálených zemích Dálného východu. Měl vypracovaný také návrh škol na Kamčatce. Do Moskvy s sebou přivezl i japonského konvertitu, pravděpodobně zajatce z Kuril. Církevní vedení v Moskvě schválilo většinu Kozyrevského plánů, byl povýšen do vyšší klášterní hodnosti a byl jmenován vedoucím budoucí pravoslavné mise na Kamčatce, kde měli být studenti moskevské akademie přijímání jako kněží a kazatelé.
Na jaře 1730 publikoval Petrohradský věstník, první ruský deník, dokonce článek o Kozyrevského zásluhách při objevení Kuril a při popisu Japonska. Senát ruské říše dal Kozyrevskému vyplatit mimořádnou odměnu 500 rublů a uhradil mu jeho osobní výdaje při zakládání kláštera na Kamčatce. Kozyrevkému se 500 rublů zdálo málo, protože z Kamčatky přivezl kožešiny, které v Moskvě měly cenu minimálně 7 tisíc rublů a ty dal státu. Senátoři jeho požadavky na vyšší odměnu odmítli s odůvodněním, že 500 rublů je více než dost, že mnich by neměl hromadit pozemské statky.

### Uvěznění a smrt
V té době se Kozyrevského situace dramaticky změnila. V Jakutsku měl patrně stále své nepřátelé, protože v červenci 1730 dorazila z Jakutsku obsáhlá složka dokládající, že Ivan Kozyrevskij zpronevěřil církevní majetek v hodnotě 5 rublů a 77 kopějek, ale především bylo upozorněno, že se jedná o vzbouřence, který nařídil na Kamčatce popravit vládní úředníky, včetně Vladimira Atlasovova. Z počátku vše popíral, poukazoval na to, že ze svých peněz utratil stovky rublů na výstavbu kostelů na Kamčatce. Připomínal své zásluhy na Kurilech, přesto bylo vyšetřování protistátní vzpoury zahájeno. Při mučení přiznal, že je zloděj a vzbouřenec. Popíral však svou osobní účast na popravách úředníků a tvrdil, že za své zásluhy byl již dávno carem omilostněn. V lednu 1732 byl zbaven všech církevních úřadů a klášterní důstojnosti a předán světským úřadům jako vzbouřenec. V roce 1732 byl odsouzen k trestu smrti, ale zažádal o uznání svých zásluh, o milost a prověření všech skutečností. Vyšetřování se vleklo, Kozyrevskij byl přikován železy ke kládě, neustále mučen při výsleších a tak ve své cele na následky mučení 2. prosince 1734 zemřel, aniž by byl vynesen rozsudek viny či neviny.

## Památky
- Osada Kozyrevsk – známá turistická základna na Kamčatce pro expedice na Ključevskajou sopku
- 222 km dlouhá kamčatská řeka Kozyrevka
- Kozyrevské pohoří
- Mys a hora na ostrově Paramušir
- Zátoka a mys na ostrově Šumšu